# NGC 5913
NGC 5913 (również PGC 54761 lub UGC 9818) – galaktyka spiralna z poprzeczką (SBa), znajdująca się w gwiazdozbiorze Węża. Odkrył ją William Herschel 14 kwietnia 1785 roku. Jest to galaktyka z aktywnym jądrem.